# 至寧
至寧（しねい）は、金の衛紹王の治世で用いられた元号。1213年。
- 元年5月：改元。
- 元年9月15日：衛紹王の廃位により「貞祐」に改元。

## 西暦・干支との対照表
| 至寧 | 元年   |
| 西暦 | 1213年 |
| 干支 | 癸酉   |

| 前の元号 崇慶 | 中国の元号 金 | 次の元号 貞祐 |